# Transferinnovation
Die größte Anzahl der Innovationen entsteht durch neue Kombinationen bereits vorhandenen Wissens. Unternehmen machen sich beim Ansatz der Transferinnovationen bereits vorhandenes Wissen zu eigen und transferieren es auf die eigenen Produkte oder Prozesse. Aus anderen Wirtschaftszweigen wird dazu externes Wissen, Technologien oder Konzepte auf den eigenen Wirtschaftszweig übertragen, umgesetzt und genutzt. Die unternehmensinterne Innovationsfähigkeit kann durch Transferinnovationen vorangetrieben werden, da sie helfen in andren Bereichen vorhandene Lösungsansätze zu transferieren, Denkbarrieren zu durchbrechen und Entwicklungszyklen zu beschleunigen.

## Voraussetzungen
Um Transferinnovationen anstoßen zu können, ist eine offene Unternehmenskultur, die unkonventionelle Ideen zulässt, wichtig. Des Weiteren ist auch Abstraktionsfähigkeit wichtig, um Analogien bilden zu können. Von besonderer Bedeutung sind außerdem branchenspezifische Kompetenzen, da sie es ermöglichen, Analogien auf die spezifischen Situationen der Branche zu übertragen. Zum Schluss sollte dem Betrieb auch bewusst sein, über welche Kernkompetenzen er verfügt.

## Möglichkeiten der Transferinnovation

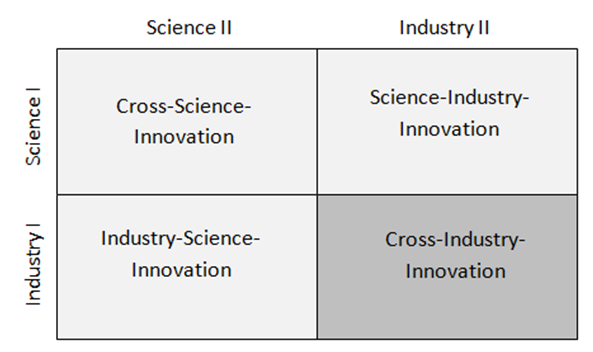
Möglichkeiten für Transferinnovationen

Zwischen Wirtschafts- und/oder Wissenschaftszweigen existieren vier unterschiedliche Kombinationsmöglichkeiten. Durch einen solchen Wissenstransfer werden Innovationen in den verschiedensten Bereichen und nicht nur in gewerblichen Unternehmen ermöglicht.

### Cross-Science-Innovation
Bei diesen Innovationen wird das Wissen aus einer Wissenschaft in eine andere übertragen. So wird zum Beispiel, um astronomische Untersuchungen zu unterstützen, bei der Astrophysik von physikalischem Wissen Gebrauch gemacht. Bei Cross-Science-Innovationen setzen sich also neue wissenschaftliche Konzepte durch. Aus betrieblicher Sicht sind Cross-Science-Innovationen jedoch nur selten von Bedeutung, eine spätere wirtschaftliche Nutzung ist allerdings vorstellbar.

### Industry-Science-Innovation
Der Transfer von Lösungen und Ideen aus den unterschiedlichen Wirtschaftszweigen in die Wissenschaft kommt eher selten vor. Dies liegt vor allem an der mangelnden Übertragbarkeit, aber auch an der bewussten Geheimhaltung des entsprechenden Wissens. In der Praxis hat sich das Toyota-Produktionssystem (TPS) zur Optimierung von Produktionsprozessen bewährt und wurde von vielen Wissenschaftlern akzeptiert, um daraus weitere Konzepte zu entwickeln.

### Science-Industry Innovation
Bei Science-Industry-Innovationen werden Ideen und Wissen aus der akademischen Welt in die Praxis übertragen. Ein Beispiel hierfür ist das Audioformat MP3. Dieses Format wurde erst durch eine in der Forschung entwickelte Audiokompressionsmethode ermöglicht. Die Musikindustrie entwickelte daraus schließlich eine Innovation, die es ermöglicht, jederzeit große Musikmengen zur Verfügung zu stellen. Weitere Beispiele für Science-Industry-Innovationen sind z. B. die Suchmaschine Google, die an der Stanford University entwickelt wurde, oder Flugzeuge, bei deren Entwicklung die Flugeigenschaft von Vögeln als Beispiel diente. In Science-Industry-Innovationen steckt ein großes Potenzial, daher gibt es an zahlreichen Hochschulen sogenannte Transferstellen. Die in Deutschland bekannteste Transferstelle für Grundlagenforschung ist die Max-Planck-Gesellschaft. Um den Wissenstransfer aus der Wissenschaft in die Praxis zu fördern, werden oft Drittmittel eingesetzt.

### Cross-Industry-Innovation
Ideen, Wissen oder Technologien von einem Wirtschaftszweig, werden bei Cross-Industry-Innovationen, auf einen anderen übertragen. Dabei kann es sich um Ideen für neue Produkte, Geschäftsprozesse, Verfahren, Patente oder auch um Geschäftsmodelle handeln. Das bekannteste Beispiel ist die permanente Fließbandfertigung, mit der Henry Ford das T-Modell fertigte. Dabei nutzte er die Kenntnisse der Montagearbeiten aus der Fleischverarbeitungsindustrie und ermöglichte durch die Übertragung dieser auf die Automobilindustrie die Massenproduktion von Automobilen. Know-how und Lösungsansätze werden folglich bei Cross-Industry-Innovationen über Branchengrenzen hinweg transferiert. Über Abstraktion, Analogiebildung und Adaption werden bei Cross-Industry-Innovationen eine größere Transferleistung und damit auch radikalere Innovationen angestrebt. Die branchenübergreifende Herangehensweise, wie sie bei Cross-Industry-Innovationen vorliegt, kann zukunftsweisend sein.

## Beurteilung
Ein Vorteil von Transferinnovationen ist, dass sie es ermöglichen, Innovationen in kürzerer Zeit und mit weniger Aufwand durchzuführen. Sie führen durch den Weg der Analogiebildung tendenziell zu radikalen Innovationen. Dadurch geht mit Transferinnovationen jedoch auch ein größeres Risiko als bei inkrementellen Innovationen einher.